# ЕГП-6
ЕГП-6 (Енергетичний Гетерогенний Петльовий реактор з 6-ма петлями циркуляції теплоносія) — енергетичний графіто-водяний реактор. Всі чотири ЕГП-6 встановлені на Білібінській АЕС, пуск с 1974 по 1977 роки. Реактор використовується для виробництва як електричної, так і теплової енергії.
Реактор ЕГП-6 — змінена версія реакторів АМБ-100 і −200, розроблених НІКІЕТ імені Н. А. Доллежаля під науковим керівництвом фізико-енергетичного інституту, які експлуатувалися на Білібінській АЕС. Особливістю конструкції є природна циркуляція теплоносія. Вироблення насиченої пари здійснюється в каналах активної зони. Надалі напрямок ЕГП не отримав розвитку в реакторобудуванні.

## Характеристики
| Параметр                                                                                               | Значення                                                                   |
| --- | -------------------------------------------------------------------------- |
| Теплова потужність, МВт                                                                                | 65                                                                         |
| Паропотужність, т/год                                                                                  | 100                                                                        |
| Тиск в першому контурі, кгс/см2                                                                        | 64                                                                         |
| Температура теплоносія на виході з реактора, С                                                         | 280                                                                        |
| Діаметр активної зони, м                                                                               | 4,2                                                                        |
| Висота активної зони, м                                                                                | 3,0                                                                        |
| Кількість ТВС в активній зоні, шт.                                                                     | 273                                                                        |
| Завантаження урану, кг                                                                                 | 7100                                                                       |
| Маса урану в одній ТВС, кг                                                                             | 25,4 ± 0,6                                                                 |
| Паливна композиція                                                                                     | двоокис урану диспергований в магнієвій матриці                            |
| Тип завантажуваних ТВС                                                                                 | ТКД-3.0, ТКД-3.6, ТКТД-3.0                                                 |
| Збагачення палива по U-235, %                                                                          | 3.0, 3.6                                                                   |
| Кількість стержнів СУЗ, шт.                                                                            | 60                                                                         |
| Поглинач                                                                                               | бориста сталь, вміст В10 — 2%                                              |
| Кількість комірок в ББЗ (бак біологічного захисту) для розміщення ІК (іонізаційних камер)              | 18                                                                         |
| Кількість і тип штатних ІК                                                                             | КНК-53М — 13 шт., КНК-56 — 4 шт. на блоці 1 — 4 шт. КНК-17 замість КНК-53М |
| Кількість встановлених в активній зоні детекторів внутрішньореакторного контролю енерговиділення (ДПЗ) | блоки 1,2 — 22 шт. блоки 3,4 — 37 шт                                       |
| Сповільнювач                                                                                           | графіт                                                                     |
| Теплоносій                                                                                             | кипляча вода                                                               |